# Faktoranalys
Faktoranalys (betydelsenära med principalkomponentanalys) är en statistisk metod som används för att beskriva samvariationen mellan två eller fler variabler genom att mäta ett antal bakomliggande faktorer. Faktoranalys tillämpas inom flera vetenskapsområden, så som biologi, samhällsvetenskap och psykologi. Psykologen Charles Spearman använde faktoranalys inom psykometrin för att studera intelligens, vilket resulterade i teorin om en generell intelligensfaktor.